# Giuseppe Rizza
Giuseppe Rizza (19 novembre 1909 – ...) è stato un calciatore italiano, di ruolo ala.

## Carriera
Dopo aver esordito nella Neapolis, disputò un campionato in massima serie con la maglia del Napoli, nella stagione 1930-1931. Debuttò il 12 ottobre 1930 contro la Pro Patria, collezionando 6 presenze complessive.
In seguito giocò nelle serie inferiori con le maglie di Lecce, Savoia e Giuglianese.